# Wieczny Żyd
Wieczny Żyd (niem. Der ewige Jude) – niemiecki film propagandowy z 1940 w reżyserii Fritza Hipplera.
Jego tytuł nawiązuje do Żyda wiecznego tułacza ze średniowiecznego folkloru. Film stylizowany jest na dokument, jednak w rzeczywistości jest skrajną antysemicką propagandą, nakręconą z inspiracji niemieckiego ministra propagandy Josepha Goebbelsa. Składa się z fragmentów różnych dokumentów archiwalnych oraz materiałów nagranych wkrótce po kampanii wrześniowej w Polsce.
W 1934 powstał brytyjski film pod tym samym tytułem, ale w przeciwieństwie do późniejszego nazistowskiego obrazu, przedstawiał Żydów m.in. jako ofiary bezpodstawnych prześladowań w historii.

## Obsada
- Harry Giese(inne języki) jako narrator
- Curt Bois(inne języki) jako on sam (zdjęcia archiwalne)
- Charles Chaplin jako on sam (zdjęcia archiwalne)
- Albert Einstein jako on sam (zdjęcia archiwalne)
- Peter Lorre jako on sam (zdjęcia archiwalne)
- Adolf Hitler jako on sam (zdjęcia archiwalne)
- Róża Luksemburg jako ona sama (zdjęcia archiwalne)
- Ernst Lubitsch jako on sam (zdjęcia archiwalne)
- Fritz Kortner jako on sam (zdjęcia archiwalne)
- Mona Maris(inne języki) jako ona sama
- Anna Sten jako ona sama (zdjęcia archiwalne)

## Opis fabuły
Początkowe sceny, pokazujące gromadę szczurów wyłaniających się z kanału ściekowego, zestawione są z tłumem Żydów na gwarnej ulicy polskiego miasta. Narrator mówi, że tak jak szczury są szkodnikami królestwa zwierząt, tak Żydzi są szkodnikami rodzaju ludzkiego roznoszącymi chorobę i korupcję. Jednakże – w przeciwieństwie do szczurów – Żydzi mają niesamowitą zdolność zmieniania swojego wyglądu i mieszania się ze swymi „ludzkimi gospodarzami”. Kolejna scena przedstawia czterech brodatych ludzi w tradycyjnych religijnych strojach. Na kolejnym ujęciu są już oni ogoleni i chodzą w eleganckich garniturach, a narrator wyjaśnia, że tylko „wprawne oko” może dostrzec ich żydowskie cechy.
Kolejne ujęcia zawierają materiał filmowy ze znanymi postaciami, które „zasłużyły na gniew” Hitlera, takimi jak: Albert Einstein (fizyk), Róża Luksemburg (działaczka socjalistyczna) i Charlie Chaplin (aktor). Z kolei żydowski aktor Peter Lorre celowo jest pokazany w scenie z filmu M Fritza Langa jako morderca dziecka. Ponadto żeby ośmieszyć żydowskie życie w Polsce, wiele scen zainscenizowano, np. przemowę Adama Czerniakowa w Judenracie.
Dalsza część filmu jest w dużej mierze poświęcona dowodzeniu udziału Żydów w upadku zachodniej muzyki, nauki, sztuki oraz handlu. Pod koniec jest długa, trwająca kilkanaście minut scena rytualnej rzezi zwierząt, a narrator ostrzega przed nią dzieci i kobiety o słabszych nerwach. Twórcy umieścili ją w filmie wiedząc, że Hitler sprzeciwiał się okrucieństwu wobec zwierząt i że taki materiał wstrząśnie widownią wrażliwą na ich krzywdę.
Na koniec Hitler w publicznym przemówieniu wyjaśnia problem Żydów w Europie.

## O filmie
Film powstał z inspiracji i pod osobistym nadzorem Josepha Goebbelsa, ministra propagandy i oświecenia publicznego III Rzeszy, dla którego z kolei formalną inspiracją była podróż jaką odbył w październiku 1939 r. po okupowanych terenach Polski. Odwiedził m.in. łódzką żydowską enklawę w dzielnicy Bałuty, w której zobaczył bezmiar żydowskiej biedy uznając, że jest to jeden z dobrych „plenerów” dla filmu. Stąd część ujęć pochodzi, z późniejszego łódzkiego getta, które zostało utworzone na tym obszarze i zamknięte 30 kwietnia 1940 roku.
Głównym motywem filmu jest teza o niezmiennych rasowych cechach osobowości, które według nazistowskiej doktryny charakteryzują Żyda jako wędrownego kulturowego pasożyta. Te domniemane cechy są zestawione z niemieckim społecznym ideałem, np. pokazani aryjczycy czerpią satysfakcję z pracy fizycznej i tworzonych wartości. Żydzi natomiast znajdują przyjemność w pieniądzach i hedonistycznym stylu życia. Kiedy członkowie aryjskiej rasy żyją w czystych mieszkaniach, bogaci Żydzi mieszkają w obskurnych i brudnych domach, chociaż mogliby pozwolić sobie na lepsze. Jednak materiał filmowy, który to przedstawiał powstał w gettach, gdzie warunki życia były bardzo złe i niesanitarne otoczenie było w rzeczywistości nieuniknione. Ale twórcom chodziło o taki właśnie obraz, odzwierciedlający antysemickie stereotypy. Nazistowska doktryna stanowi tutaj przeciwieństwo żydowskiej kultury i obyczajów. Niemcy przedstawieni są jako rasa, która ceni kulturę, symbolikę oraz wyższe wartości w przeciwieństwie do Żydów, których zadowala groteskowość i dekadencja. Film krytykuje także żydowskie praktyki religijne, takie jak rytualne zabijanie zwierząt.

### Ideologiczne uzasadnienie
Miesięcznik NSDAP Unser Wille und Weg zlecił propagandystom dostarczenie racjonalnego uzasadnienia, czemu powstał Wieczny Żyd. Anonimowy autor eseju „2000 lat migracji szczura” napisał, że film pokazuje „pełny obraz Żydów” i uwzględnia „najlepsze traktowanie tej pasożytniczej rasy”.
Autor porównuje też migrację Żydów ze środkowego wschodu do Egiptu, a następnie do Niemiec, do grupy szczurów, które przenosząc się w nowe miejsce zawsze i tak ujawniają swoje karygodne cechy. Sam film chwali za „przedstawianie wulgarności i brutalności Żydów”. Z kolei metoda zabijania zwierząt wywołała u autora pytanie o „tak zwaną religię żydowską” i o rzeźników, którzy swoją pracę wykonują z szerokimi uśmiechami na twarzy. Na koniec stwierdza, że film będzie wartościowym narzędziem w walce przeciwko żydowskiej władzy.

## Po wojnie
Po wojnie reżyser Fritz Hippler utrzymywał, że to Joseph Goebbels był tak naprawdę twórcą Wiecznego Żyda i razem z Hitlerem ściśle nadzorował jego produkcję. Jednak okazało się, że Goebbels umieścił Hipplera w napisach w nagrodę „za jego doskonałą pracę w dziale kroniki filmowej”.
W wywiadzie udzielonym telewizji PBS, na potrzeby programu The Propaganda Battle, nieskruszony Hippler stwierdził, iż żałuje tylko, że jego nazwisko widnieje w filmie jako nazwisko reżysera, ponieważ alianci przesłuchiwali go przez to po wojnie. Uznał to za niesprawiedliwe, ponieważ w swojej własnej ocenie nie miał nic wspólnego z zabijaniem Żydów. Jednakże w wyemitowanym w 2000 r. niemieckim dokumencie o Holokauście, już jako 90 latek, opisał film jako „najbardziej haniebny przykład antysemityzmu”.
Publiczne wyświetlanie filmu zostało zakazane w Niemczech. Jedynym wyjątkiem jest wykorzystywanie go na zebraniach naukowych i studiach. Jednakże wystawcy muszą mieć formalną wiedzę z historii Holokaustu.